# 정태호 (1963년)
정태호(鄭泰浩, 1963년 3월 20일~)는 대한민국의 제21·22대 국회의원이다.
김대중 대통령직 인수위원회 행정관, 노무현 대통령 대통령비서실 대변인, 노무현재단 기획위원, 박원순 서울특별시장후보 정책특보를 역임했으며 2015년 4월 29일 2015년 대한민국 재보궐선거 관악구 을에 새정치민주연합 후보로 출마한 바 있으며, 2016년 4월 13일 치러진 20대 국회의원 선거에서 더불어민주당 관악을 선거구에 출마해 861표 차이의 아쉬운 석패를 했다. 2017년 5월 9일 치러진 제19대 대통령선거에서 문재인 캠프 정책상황실장으로 캠프 정책을 총괄했다. 이후 문재인 정부 청와대 정책기획비서관을 거쳐, 일자리수석으로 승진. 광주형 일자리, 구미형 일자리, 제2벤처붐, 자영업 대책마련, 일자리 창출 등의 성과를 남기고 2019년 7월 28일 퇴임했다. 2020년 4월 15일 치러진 21대 총선에서 관악구 을 지역구에 더불어민주당 후보로 출마해 오신환을 꺾고 당선, 21대 국회의원이 되었다. 2024년 4월 10일 제22대 총선에서 서울 관악구 을에서 재선되었다.

## 학력
- 1976년 서울경동국민학교 졸업
- 1979년 건국대학교 사범대학 부속중학교 졸업
- 1982년 인창고등학교 졸업
- 1989년 서울대학교 사회복지학 학사
- 2000년 뉴욕주립대학교 올버니 대학원 행정학 석사

## 경력
- 1995년 이해찬 서울특별시 정무부시장 비서관
- 1997년~1998년 제15대 김대중 대통령직인수위원회 정책기획분과 총괄행정관
- 1998년 제2회 전국동시지방선거 새정치국민회의 관악구청장 경선후보
- 1999년 미국 콜롬비아대학교 동아시아연구소 객원연구원
- 2002년~2003년 제16대 노무현 대통령직인수위원회 전문위원
- 2004년 5월~2005년 7월: 노무현 정부 대통령비서실 비서실장실 정무기획 비서관
- 2005년 7월~2005년 10월: 노무현 정부 대통령비서실 정책조정비서관
- 2005년 10월~2006년 4월: 노무현 정부 대통령비서실 기획조정비서관
- 2006년 4월~2006년 8월: 노무현 정부 대통령비서실 대변인
- 2006년 8월~2007년 6월: 노무현 정부 대통령비서실 정무비서관
- 2008년 2월~2008년 3월: 제18대 국회의원 선거 서울 관악구 을 통합민주당 국회의원 예비후보
- 2009년 사람사는세상 노무현재단 기획위원
- 2011년 박원순 서울특별시장후보 정책특보
- 2011년 민주통합당 정책위원회 부의장
- 2012년 문재인 국회의원 정무특보
- 2011년 혁신과통합 수석기획위원
- 2014년~2015년 SOS기금회 이사
- 2014년~2015년 새정치민주연합 다문화위원회 부위원장
- 2014년 3월~2015년 12월: 새정치민주연합 서울특별시당 관악구 을 지역위원회 위원장
- 2015년 12월~2017년 5월: 더불어민주당 서울특별시당 관악구 을 지역위원회 위원장
- 2017년 5월~2018년 6월: 문재인 정부 대통령비서실 정책기획비서관실 정책기획비서관
- 2018년 6월~2019년 7월: 문재인 정부 대통령비서실 일자리수석비서관
- 2019년 8월~2020년 3월: 더불어민주당 서울특별시당 관악구 을 지역위원회 위원장(직무대행)
- 2020년 3월~: 더불어민주당 서울특별시당 관악구 을 지역위원회 위원장
- 2020년 3월: 더불어민주당 난곡선경전철추진 특별위원장
- 2020년 4월 15일 대한민국 제21대 국회의원 선거 당선(서울 관악구 을, 더불어민주당, 초선)
- 2020년 5월~: 더불어민주당 국난극복위원회 일자리고용TF 단장
- 2020년 6월~2021년 5월: 더불어민주당 정책위원회 상임부의장
- 2020년 7월~2020년 8월: 더불어민주당 미래전환 K-뉴딜위원회 K-뉴딜기획단장
- 2020년 9월~: 더불어민주당 국난극복 K-뉴딜위원회 정책기획단장
- 2020년 9월~2021년 5월: 더불어민주당 전략기획위원장
- 2020년 9월~2021년 5월: 민주연구원 부원장
- 2020년 11월~: 민주주의 4.0 연구원 이사
- 2020년 11월~2021년 3월: 더불어민주당 2021년 재보궐선거 선거기획단 간사
- 2021년 1월~: 더불어민주당 협력의원단 구미시 갑 지역위원회 협력의원
- 2021년 3월~2021년 4월: 더불어민주당 2021년 재보궐선거 선거대책위원회 전략본부장
- 2021년 3월~2021년 4월: 더불어민주당 2021년 재보궐선거 선거대책위원회 종합상황실장
- 2022년 12월~2024년 4월: 민주연구원장
- 2023년 11월~2024년 4월: 더불어민주당 제22대 국회의원 선거 기획단 위원
- 2024년 4월 10일 대한민국 제22대 국회의원 선거 당선(서울 관악구 을, 더불어민주당, 재선)
- 2024년 7월~: 더불어민주당 정책위원회 기획재정 정책조정위원장
- 2025년 6월~2025년 8월: 국정기획위원회 경제1분과 위원장

### 의정 활동
- 2020년 5월 30일~2024년 5월 29일: 제21대 국회의원(서울 관악구 을, 더불어민주당, 초선)
  - 2020년 6월~2022년 5월: 제21대 국회 전반기 산업통상자원중소벤처기업위원회 위원
  - 2020년 7월~2024년 5월: 서민금융활성화 및 소상공인포럼 구성의원
  - 2021년 7월~2022년 5월: 제21대 국회 전반기 예산결산특별위원회 위원
  - 2022년 7월~2024년 5월: 제21대 국회 후반기 기획재정위원회 위원
  - 2022년 8월~2024년 5월: 제21대 국회 연금개혁 특별위원회 위원
- 2024년 5월 30일~: 제22대 국회의원(서울 관악구 을, 더불어민주당, 재선)
  - 2024년 6월~: 제22대 국회 전반기 기획재정위원회 간사

## 전과
- 공문서위조, 집회및시위에관한법률위반(국가보안법): 징역 4년, 자격정지 4년 - 1986년 7월 21일, 1988년 2월 27일 특별사면복권[1]
- 국가보안법위반(기타): 징역 10월, 자격정지 10월 - 1990년 4월 4일 선고, 1995년 8월 15일 특별복권[1]

## 역대 선거 결과
|  | 34.20% |

|  | 36.35% |

|  | 53.90% |

|  | 57.97% |

## 소속 정당
| 소속 정당 | 소속 정당      | 소속 기간 | 비고      |
| --------- | -------------- | --------- | --------- |
|           | 평화민주당     | 1991      | 정계 입문 |
|           | 신민주연합당   | 1991      | 당명 변경 |
|           | 무소속         | 1991      | 탈당      |
|           | 민주당         | 1991~1995 | 복당      |
|           | 무소속         | 1995      | 탈당      |
|           | 새정치국민회의 | 1995~2000 | 창당      |
|           | 새천년민주당   | 2000~2003 | 합당      |
|           | 무소속         | 2003      | 탈당      |
|           | 열린우리당     | 2003~2004 | 창당      |
|           | 무소속         | 2004~2007 | 탈당      |
|           | 대통합민주신당 | 2007~2008 | 복당      |
|           | 통합민주당     | 2008      | 합당      |
|           | 민주당         | 2008~2011 | 당명 변경 |
|           | 민주통합당     | 2011~2013 | 합당      |
|           | 민주당         | 2013~2014 | 당명 변경 |
|           | 새정치민주연합 | 2014~2015 | 합당      |
|           | 더불어민주당   | 2015~2018 | 당명 변경 |
|           | 무소속         | 2018~2019 | 탈당      |
|           | 더불어민주당   | 2019~현재 | 복당      |

## 같이 보기
- 관악구 을
- 서울 관악구의 국회의원
- 대한민국의 대통령비서실 수석비서관